# Крапивное (Крым)
Крапи́вное (до 1948 года Когенлы́-Кия́т; укр. Кропивне, крымскотат. Kögenli Qıyat, Когенли Къыят) — исчезнувшее село в Первомайском районе Республики Крым. Располагалось на северо-востоке района, в степной части Крыма в Чатырлыкской балке, примерно в 1,5 километрах юго-западнее современного села Островское.

### Динамика численности населения
| - 1805 год — 87 чел. - 1864 год — 12 чел. - 1886 год — 187 чел. - 1889 год — 238 чел. - 1892 год — 242 чел. | - 1900 год — 274 чел. - 1915 год — 151/42 чел. - 1926 год — 189 чел. - 1939 год — 235 чел. |

## История
Судя по доступным документам, изначально существовали либо рядом 2 деревни — Когенлы и Кият, либо это были приходы-маале одной деревни, поскольку в первом достоверном упоминании — Камеральном Описании Крыма… 1784 года, в последний период Крымского ханства в Четырлыкском кадылыке Перекопского каймаканства записаны только Когейны. После присоединения Крыма к Российской империи (8) 19 апреля 1783 года, (8) 19 февраля 1784 года, именным указом Екатерины II сенату, на территории бывшего Крымского ханства была образована Таврическая область и деревня была приписана к Евпаторийскому уезду. После павловских реформ, с 1796 по 1802 год входила в Акмечетский уезд Новороссийской губернии. По новому административному делению, после создания 8 (20) октября 1802 года Таврической губернии, Когенлы и Кият были включены в состав Бозгозской волости Перекопского уезда.
По Ведомости о всех селениях в Перекопском уезде состоящих с показанием в которой волости сколько числом дворов и душ… от 21 октября 1805 года в деревне Когенлы числилось 9 дворов и 54 жителя, в Кият — 5 дворов и 33 жителя, исключительно крымских татар. На военно-топографической карте генерал-майора Мухина 1817 года деревня Когонде обозначена с 12, а Кият с 5 дворами. После реформы волостного деления 1829 года Когенлы и Кият, согласно «Ведомости о казённых волостях Таврической губернии 1829 года» отнесли к Эльвигазанской волости (переименованной из Бозгозской). На карте 1836 года в деревне Кият 4 двора, а в Когенлы, или Когельня — 8, а на карте 1842 года условным знаком «малая деревня», то есть, менее 5 дворов, обозначены деревни Когенлы (Когельня) и Кият.
В 1860-х годах, после земской реформы Александра II, деревню приписали к Ишуньской волости того же уезда. Согласно «Памятной книжке Таврической губернии за 1867 год», деревни опустели, ввиду эмиграции крымских татар, особенно массовой после Крымской войны 1853—1856 годов, в Турцию и были заселены переселившимися ногайцами из Турции уже под общим названием Когенлы-Кият, а в «Списке населённых мест Таврической губернии по сведениям 1864 года», составленном по результатам VIII ревизии 1864 года, записаны Когенлы-Кият — владельческая татарская деревня с 2 дворами, 12 жителями и мечетью и владельческий хутор Когенлы (2 двора и 14 жителей) при балке Четырлык на расстоянии 2 версты друг от друга, что соответствует положению селений на картах 1817 и 1842 года. По обследованиям профессора А. Н. Козловского начала 1860-х годов, вода в колодцах деревень Когенлы и Кият была пресная «в достаточном количестве», а их глубина колебалась от 2 до 4 саженей (4—8 м). На трехверстовой карте Шуберта 1865—1876 года в деревне Кият — 18 дворов. На 1886 год в деревне, согласно справочнику «Волости и важнѣйшія селенія Европейской Россіи», проживало 187 человек в 35 домохозяйствах, действовала мечеть. По «Памятной книге Таврической губернии 1889 года», по результатам Х ревизии 1887 года, в деревне Когенлы-Кият числилось 49 дворов и 238 жителей.
После земской реформы 1890 года Когенлы-Кият отнесли к Джурчинской волости.Согласно «…Памятной книжке Таврической губернии на 1892 год», в деревне Когенлы-Кият, составлявшей Когенлы-Киятское сельское общество, было 242 жителя в 51 домохозяйстве. По «…Памятной книжке Таврической губернии на 1900 год» в деревне было 274 жителя в 47 дворах. По Статистическому справочнику Таврической губернии. Ч.II-я. Статистический очерк, выпуск пятый Перекопский уезд, 1915 год, в деревне Когенлы-Кият Джурчинской волости Перекопского уезда числилось 25 дворов (15 дворов с землёй, 10 — безземельные) с татарским населением в количестве 151 человека приписных жителей и 42 «посторонних», из которых 111 мужчин и 82 женщины. Жители владели 130 десятинами удобной земли. В хозяйствах имелось 60 лошадей, 15 коров и 150 голов мелкого скота (согласно энциклопедическому словарю «Немцы России» в 1915 году в селе Дейч-Когенлы-Кият было также 193 жителя).
После установления в Крыму Советской власти и учреждения 18 октября 1921 года Крымской АССР, в составе Джанкойского уезда был образован Курманский район, в состав которого включили село. В 1922 году уезды получили название округов. 11 октября 1923 года, согласно постановлению ВЦИК, в административное деление Крымской АССР были внесены изменения, в результате которых был ликвидирован Курманский район и село включили в состав Джанкойского. Согласно Списку населённых пунктов Крымской АССР по Всесоюзной переписи 17 декабря 1926 года, в селе Когенлы-Кият, Джурчинского сельсовета Джанкойского района, числилось 42 двора, все крестьянские, население составляло 189 человек, из них 166 татар, 17 русских и 4 украинца. Постановлением ВЦИК РСФСР от 30 октября 1930 года был создан Фрайдорфский еврейский национальный район (переименованный указом Президиума Верховного Совета РСФСР № 621/6 от 14 декабря 1944 года в Новосёловский) еврейского национального района село включили в его состав, а после разукрупнения в 1935-м и образования также еврейского национального Лариндорфского (с 1944 — Первомайский) — переподчинили новому району. По данным всесоюзной переписи населения 1939 года в селе проживало 235 человек.
Вскоре после начала Великой Отечественной войны, в 1944 году, после освобождения Крыма от фашистов, согласно Постановлению ГКО № 5859 от 11 мая 1944 года, 18 мая крымские татары были депортированы в Среднюю Азию. С 25 июня 1946 года селение в составе Крымской области РСФСР. Указом Президиума Верховного Совета РСФСР от 18 мая 1948 года, Когенлы-Кият переименовали в Крапивное. 26 апреля 1954 года Крымская область была передана из состава РСФСР в состав УССР. Ликвидировано до 1960 года, поскольку в «Справочнике административно-территориального деления Крымской области на 15 июня 1960 года» селение уже не значилось (согласно справочнику «Крымская область. Административно-территориальное деление на 1 января 1968 года» — в период с 1954 по 1968 годы как село Островского сельсовета).